# Henri Stahl
Pentru antropologul cultural, etnograf și istoric social, a se vedea articolul Henri H. Stahl (1901 - 1991).
Henri Stahl (n. 29 aprilie 1877, București – d. 18 februarie 1942, București) a fost un stenograf și scriitor român din părinți  de origine alsaciană și franco-elvețiană. Viitorul scriitor a efectuat studii de istorie și de drept, ajungând un apropiat colaborator al maestrului său, profesorul Nicolae Iorga. O altă influență marcantă în formarea sa a avut-o și sociologul Dimitrie Gusti.

## Biografie
A fost profesor la Școala de Război, unde a predat istorie și limbi străine.
A fost expert judiciar și profesor la Școala Superioară de Arhivistică și Paleografie.
Mari contribuții la introducerea stenografiei, grafologiei și metodei de expertiză grafică în România. Astfel, ca prim stenograf al Parlamentului, a inventat sistemul românesc de stenografie (1908), adoptat oficial în 1941.
Pasionat de astronomie și prieten cu Victor Anestin, este autorul unui prim roman SF românesc apărut prin 1914, „Un român în Lună”.
O altă preocupare a sa se lega de istoria Bucureștilor, mai ales a mahalalelor orașului.
A fost tatăl scriitoarei Henriette Yvonne Stahl și al sociologului Henri H. Stahl și tatăl vitreg al omului politic social-democrat Șerban Voinea.

## Volume publicate
- Bucureștii ce se duc (1910, postum 2002, 2006)
- Un român în Lună (1914, postum 1958)
- Curs complet de stenografie cu vocale (1922)
- Grafologia și expertizele in scrieri, Anonimul-Falsul, cu 204 autografe si documente grafologice (1930)
- Dâmbovița. Bucureștii vechi (1935)
- Manual de paleografie slavo-română (1936)
- Cu Parlamentul în U.R.S.S.(1916-1918) (postum 2003)
- Schițe parlamentare (postum 2004)